# 三枝彦太郎
三枝 彦太郎（さいぐさ ひこたろう、1873年（明治6年）10月22日 - 1929年（昭和4年）4月17日）は、明治後期から昭和初期の実業家・政治家。衆議院議員。

## 経歴
山梨県都留郡鹿留村（南都留郡桂村、東桂村鹿留を経て現都留市鹿留）で、三枝彦兵衛の長男として生まれる。東京錦城学校（現錦城学園高等学校）で学んだ。1898年（明治31年）家督を相続。
1902年（明治35年）合名会社電灯広告社を創立し代表社員に就任。その他、日本化工取締役、日本乳酸取締役、桂電燈取締役などを務めた。
1920年（大正9年）5月、第14回衆議院議員総選挙で山梨県第5区から立憲政友会公認で出馬して当選し、衆議院議員に1期在任した。この間、中央線電化促進などに尽力した。1924年（大正13年）5月の第15回総選挙（山梨県第5区、立憲政友会公認）に立候補したが次点で落選し政界を引退した。
その後は実業に専念するとともに、郷土子弟の教育のため奨学資金を提供し、また幸福社を設けて社会事業にも取り組んだ。

## 親族
- 長男 三枝彦雄（物理学者、東北帝国大学教授）[5]
- 二男 三枝挙一郎（実業家）[5][8]